# Abenteuer-Serie
Die Abenteuer-Serie (englisch Adventure Series) der britischen Kinderbuchautorin Enid Blyton ist ihre erste weltweit erfolgreiche Kinderbuchreihe. Alle Bände und die Schutzumschläge wurden von Stuart Tresilian illustriert.

## Folgenübersicht
Die einzelnen Folgen in der Reihenfolge des Erscheinens der Originalausgaben:

### Die Insel der Abenteuer(1950),The Island of Adventure(1944)
In einem Nachhilfeinternat trifft Philipp Mannering während der Sommerferien auf die Waisengeschwister Jack und Lucy Trent und deren sprechenden Papagei Kiki. Als der Onkel von Jack und Lucy erkrankt und sie deswegen nach Beendigung der Nachhilfekurse nicht zu ihm können, lädt Philipp beide für den Rest der Ferien zu seiner Tante Polly und seinem Onkel Jocelyn in das Haus „Felseneck“ an der Küste ein, wo sie auch seine Schwester Dina kennenlernen. Joe (in einer früheren Version noch Jojo), der etwas seltsame Diener der Tante, erzählt ihnen abenteuerliche Geschichten über 'Wesen', die sich nachts auf den Klippen herumtreiben sollen und über die nahe gelegene Toteninsel und versucht ständig, sie zu überwachen. Den Kindern gelingt es aber oft, ihm zu entwischen und die Küste auf eigene Faust zu erkunden. Bei einem ihrer Streifzüge lernen sie einen Fremden kennen, der sich Bill Smugs nennt und in einer versteckten Bucht campiert, und freunden sich mit ihm an. Er hat ein Segelboot und bringt ihnen bei, damit umzugehen. Mit dem Boot erkunden sie auch die Toteninsel, denn Jack hofft, dort seltene Vögel zu finden. Dort stellen sie fest, dass sich Geldfälscher in der schon lange stillgelegten Kupfermine der Insel eine Druckwerkstatt eingerichtet haben. Erst vermuten sie, dass Bill mit den Geldfälschern zusammenarbeitet, aber dann werden Jack und Philip bei einer weiteren Erkundung zusammen mit Bill eingesperrt, denn der tatsächliche Kontaktmann der Bande auf dem Festland ist Joe! Bill heißt eigentlich Cunningham und ist Polizeiinspektor mit dem Auftrag, die Bande unschädlich zu machen. Die Bande sprengt die Mine, die nun vom Meer überflutet wird, und die drei können nur knapp entkommen. Die Bande kann aber beim Verlassen der Insel verhaftet werden, weil Bill seine Kollegen rechtzeitig alarmiert hatte. Von der Belohnung zur Ergreifung der Bande kann Mrs. Mannering ein größeres Haus kaufen, so dass von nun an alle vier Kinder in den Ferien zu ihr kommen können. Haus Felseneck ist nicht mehr bewohnbar, weil der Brunnen durch die Sprengung mit Meerwasser vollgelaufen ist.

### Die Burg der Abenteuer(1950),The Castle of Adventure(1946)
Die vier Kinder und Philips und Dinas Mutter (Mrs. Mannering, die von Jack und Lucy Tante Allie genannt wird) mieten sich für die Ferien ein kleines Bauernhaus. Bei einem Ausflug in die nächste Stadt treffen die Kinder Bill Cunningham, der ihnen aber nicht verrät was genau er dort zu tun hat. Auf ihren Ausflügen lernen die Kinder Tassie, ein Bauernmädchen aus dem Dorf kennen, mit dessen Hilfe sie eine alte verlassene Burg erkunden. Tassie ist von Jacks gesprächigem Papagei Kiki fasziniert und als sie hört, dass der Tier-verrückte Philipp gerne einen Fuchs haben möchte, besorgt sie ihm einen Welpen, dessen Mutter gestorben ist. Als Mrs. Mannering für ein paar Tage zu ihrer Tante reisen muss und die Kinder allein lässt, campiert Jack für ein paar Tage in der Burg: Er hat dort einen Adlerhorst mit einem Jungtier entdeckt und möchte ihn bei seinen ersten Flugversuchen fotografieren. In der Burg stößt er auf eine Verbrecherbande, die sich in einem unterirdischen geheimen Zimmer der Burg eingenistet hat, um militärische Anlagen auf der anderen Seite des Berges auszuspionieren. Die drei anderen Kinder werden bei ihren täglichen Besuchen von den Spionen entdeckt und eingesperrt, aber Jack kann durch den engen Tunnel, in dem der im Burghof entspringende Bach unter der Burgmauer fließt, zu ihrem Ferienhaus entkommen. Dort trifft er auf Bill, der sie besuchen wollte und im Haus auf die Rückkehr von Allie und den Kindern gewartet hatte. Bill organisiert Verstärkung und zusammen können sie die anderen Kinder befreien und die Spione gefangen nehmen.

### Das Tal der Abenteuer(1951),The Valley of Adventure(1947)
Bill Cunningham bietet Mrs. Mannering an, die Kinder für ein paar Tage zu sich in sein Ferienhaus mitzunehmen. Er will abends in seinem Dienstflugzeug mit ihnen hinfliegen. Die Kinder steigen allerdings in das falsche Flugzeug und landen in einem unbewohnten österreichischen Gebirgstal, dessen einziger Ausgang im Krieg gesprengt wurde und unpassierbar ist. In dem Tal wurden während des Kriegs Kunstschätze versteckt, die die Verbrecherbande, mit der die Kinder mitgeflogen sind, aufstöbern und ins Ausland ausfliegen möchte. Die Kinder bleiben unentdeckt und können sich erst in einem alten Stall und dann in einer Höhle verstecken; Lebensmittel können sie sich aus dem Lager der Bande besorgen. Um das Versteck der Kunstschätze herauszubekommen, hat die Bande einen schwerkranken Einheimischen in ihre Gewalt gebracht. Der versucht sie mit falschen Informationen hinzuhalten und verrät den Kindern, wo sie suchen müssen, so dass sie die Schätze in einer Höhle, bewacht von nur einem alten Ehepaar, finden können. Leider finden die Verbrecher die Höhle nur wenig später und schließen die Kinder und das alte Ehepaar dort ein. Philipp gelingt es zu entfliehen, er steigt hinunter ins Tal, versteckt sich in dem Flugzeug der Bande, fliegt als blinder Passagier mit zurück nach England und meldet sich dort bei der Polizei. In der Zwischenzeit ist es den anderen Kindern gelungen, mithilfe des alten Ehepaares einen versteckten Weg aus den Schatzhöhlen zu finden. Jack gelingt es, Dina, Lucy und das alte Ehepaar aus der Höhle zu befreien und die Bande darin einzuschließen. Als Philipp, Bill und eine Gruppe von Polizisten mit zwei Flugzeugen in dem Tal landen, können sie die Bande in Gewahrsam nehmen und die Kunstschätze sicherstellen.

### Die See der Abenteuer(1951),The Sea of Adventure(1948)
Bill muss sich vor einer Bande, die er schon lange verfolgt, verstecken. Die Kinder sollen sich von einer Masernerkrankung erholen. Sie beschließen, das zusammen auf den Inseln vor der schottischen Westküste zu tun. Allie, die selbst an Masern erkrankt ist, bleibt zu Hause. Nach einer Zugfahrt nach Schottland, während derer Bill in Verkleidung die Kinder begleitet, mieten sie sich ein Boot und fahren zu den Inseln hinaus, wo sie baden, faulenzen und mehrere Inseln erforschen. Insbesondere Jack und Philipp genießen das Vogelparadies. Zwei Lunde (Papageientaucher) (Schnarr und Schnauf – in neuen Ausgaben: Schnauf und Prust) schließen sich Philipp an. Als sie in der Einsamkeit der Vogelinseln Wasserflugzeuge beobachten, die irgendetwas an Fallschirmen abwerfen, wird Bill misstrauisch, macht alleine eine Erkundungstour und will eine Meldung an seine vorgesetzte Dienststelle absetzen. Leider hat ausgerechnet die Bande, vor der er sich verstecken will, auf den Inseln ihr Hauptquartier. Sie schnappen Bill und machen Boot und Funkgerät unbrauchbar. Die zurückgelassenen Kinder bekommen zwei Tage später Besuch von dem Ornithologen Stentzlein, der ihr Signalfeuer gesehen hat, allerdings halten sie ihn für ein Mitglied der Bande. Sie überwältigen ihn, entwenden sein Boot und verfolgen damit die Verbrecher, die das Signalfeuer natürlich auch gesehen haben und zu der Insel gekommen sind, zu ihrem Stützpunkt. Dort finden sie heraus, dass es sich um Waffenschmuggler handelt, die ihre Ware wasserdicht verpackt in einer Lagune auf einer der Insel zwischenlagern. In einer nächtlichen Aktion gelingt es den Kindern, Bill zu befreien, der das Funkgerät in Stentzleins Boot bedienen und gerade noch rechtzeitig Hilfe herbeiholen kann.

### Der Berg der Abenteuer(1952),The Mountain of Adventure(1949)
Mit Bill und Allie wollen die Kinder ihre Ferien in Wales verbringen. Kurz vor einem Ausflug in ein Schmetterlingstal verletzt sich Allie, was Bill dazu bewegt, mit ihr allein zurückzubleiben. Die Kinder verirren sich bei dem Ausritt im dichten Nebel und landen am Fuß eines seltsam geformten Berges, in dem ein verrückter Wissenschaftler „Wunderflügel“ entwickeln will, mithilfe derer man die Schwerkraft überwinden und fliegen kann. Philipp wird von Komplizen des selbsternannten „Bergkönigs“ gefangen genommen. Jack, Lucy und Dina finden den Weg ins Berginnere und können Philipp zunächst befreien, geraten dann aber ebenfalls in Gefangenschaft und werden schließlich von Bill, der in die Rolle eines Hubschrauberpiloten geschlüpft ist, der den Bergbewohnern Lebensmittel liefert, befreit.

### Das Schiff der Abenteuer(1952),The Ship of Adventure(1950)
Die Kinder unternehmen mit Mrs. Mannering auf der 'Viking Star' eine Kreuzfahrt im Mittelmeer. Unter den Passagieren befindet sich auch ein vermögender Grieche namens Paul Eppy mit seiner Frau und seinem Neffen Lucius, der sich den vier Kindern anschließt. Herr Eppy handelt unter anderem mit archäologischen Funden, zum Teil lässt er auch selber danach graben. Während der Reise kauft Lucy auf einer ägäischen Insel ein Flaschenschiff als Geburtstagsgeschenk für Philipp. Als die Flasche zerbricht, finden die Kinder in dem Schiff eine alte Schatzkarte. Um sie zu entschlüsseln, zerschneiden die Kinder die Karte in vier Teile und zeigen jeweils einen Teil einem Erwachsenen mit der Bitte, die (griechische) Beschriftung zu übersetzen. Leider bekommt Herr Eppy zwei Stücke der Karte zu Gesicht und findet so heraus, auf welcher Insel der Schatz zu finden ist. Da wird Mrs. Mannering nach England zurückgerufen, weil ihre Tante Polly erkrankt ist und Bill übernimmt die Aufsicht über die Kinder. Als das Schiff in der Nähe der vermeintlichen Schatzinsel mit einem Maschinenschaden liegenbleibt, erkunden die Kinder zusammen mit Bill die Insel, wobei ihnen Herr Eppy in die Quere kommt, der behauptet, die Insel gekauft zu haben und sie von dort verjagen möchte. Trotzdem gelingt es ihnen, den Schatz zu finden und die Behörden zu verständigen, die sich um die Bergung des Schatzes kümmern. Da die Schatzinsel dem Staat gehört und unverkäuflich ist, hat Herr Eppy das Nachsehen und muss zudem  mit einer Bestrafung wegen Freiheitsberaubung, Diebstahl und Körperverletzung rechnen. Nach der Reise beschließen Allie und Bill zu heiraten.
Eigentlich hatte Enid Blyton die Serie hier schon beendet. Aufgrund des Erfolges der Serie schob sie noch die folgenden Bände nach:

### Der Zirkus der Abenteuer(1953),The Circus of Adventure(1952)
Bill bringt in den Ferien einen fremden Jungen mit, der sich als der Kronprinz eines Balkanstaats herausstellt. Der Junge wird zusammen mit Philipp, Dina und Lucy von einer konkurrierenden Partei seines Heimatlandes entführt, damit man den König zur Abdankung zwingen kann. Jack entgeht der Gefangennahme und kann als blinder Passagier im selben Flugzeug mitfliegen. Dort findet er Unterschlupf bei einem Zirkus und tritt sogar mit Kiki als sprechendem Papagei auf. Als der Zirkus die Stadt erreicht, in der die Kinder in einer Burg gefangen gehalten werden, gelingt Jack mit Hilfe zweier Hochseilartisten die Befreiung der Kinder. Den Zirkusleuten ist die politische Situation zwar einerlei, aber ihr Tierbändiger ist schwer erkrankt und Jack verspricht, dass sein Freund Philipp sich nach seiner Befreiung um die Bären kümmern kann. Den Kronprinzen verstecken sie, als kleines Mädchen verkleidet, bei den Zirkusleuten. In der Zwischenzeit taucht Bill in der Stadt auf und sie können gerade noch einen Staatsstreich verhindern. (Dieses Abenteuer steht in der Tradition der im englischen Sprachraum weitverbreiteten „Ruritania“-Romane, wie der Gefangene von Zenda.)

### Der Fluss der Abenteuer(1956),The River of Adventure(1955)
Die ganze Familie unternimmt eine Fahrt mit einem Flussboot im Nahen Osten. Der Fluss befindet sich in der Nähe der syrischen Grenze. Bill verfolgt nebenbei einen Verbrecher, der illegal Kunstschätze verkaufen will. Sie kommen an einer Stadt vorbei, die nur errichtet wurde, um einen Film zu drehen. Ein „eingeborener“ Junge, den die Kinder vor den Schlägen seines Onkels retten, schließt sich ihnen an, da er Philipp als seinen Herrn ansieht und ihm dienen möchte. Der Verbrecher stellt Bill eine Falle, lädt ihn zum Essen ein und entführt ihn und seine Frau. Den Kindern gelingt es, mit dem Boot des Verbrechers zu entkommen. Sie folgen dem Fluss bis zu einem Wasserfall und geraten in eine Höhle. Auf der Suche nach einem Ausgang gelangen sie in einen alten verschütteten Tempel, in dem der Verbrecher nach Schätzen sucht. Mithilfe einer nur scheinbar giftigen Schlange können die Kinder den Verbrecher, der sich tödlich gebissen glaubt, täuschen. Sie kommen ins Freie, die gefangenen Eltern kommen frei und der Verbrecher wird festgenommen.

## Hauptfiguren
- Philipp Mannering (engl. Philip) ist ein Tierliebhaber, der ständig einige Exemplare in seinen Kleidern mit sich führt. Außerdem hat er ein unbezähmbares Haarbüschel, das ihm mitunter den Spitznamen „Büschel“ beibringt.
- Dina Mannering (engl. Dinah) ist Philipps Schwester. Sie hasst das Getier, das Philipp bei sich trägt. Sie ist temperamentvoll und streitet oft mit Philipp, vergisst ihre Wut aber wieder genau so schnell, wie sie gekommen ist.
- Jack Trent ist Waise, sommersprossenbedeckt und ein begeisterter Vogelliebhaber. Daher möchte er später auch Ornithologe werden. Da er so viele Sommersprossen hat, hat er den Spitznamen „Sprossel“.
- Lucy Trent (engl. Lucy-Ann) hat ebenfalls viele Sommersprossen, ist Jacks kleine Schwester und liebt ihn über alles. Sie ist etwas ängstlich, wenn sie spürt, dass die vier wieder einmal in ein Abenteuer rutschen.
- Kiki ist der Papagei (im engl. Original ein Kakadu) von Jack und sorgt durch seine Sprüche immer wieder für Spaß. Durch sein resolutes Schreien und Auftreten hilft er den Kindern oft aus brenzligen Situationen. Kikis Lieblingssprüche sind „Arme Polly“, „Gott erhalte den König“, „Hol den Doktor“, „Schnüffle nicht“, „Setz den Kessel auf“, „Mach die Tür zu“ und „Tritt die Füße ab“. Kiki ist in der deutschen Version, anders als im englischen Original, ein Männchen.
- Bill Cunningham (alias Bill Smugs) ist anfangs so etwas wie ein Vaterersatz für die Kinder. Nachdem er zum Ende des sechsten Bandes Mutter Mannering heiratet, adoptiert er alle vier Kinder und wird so auch offiziell ihr Vater. Er ist außerdem Polizist und sorgt dafür, dass die Abenteuer immer einen guten Ausgang nehmen. Er ist an seiner Halbglatze zu erkennen.
- Allison Mannering (alias Allie) ist die verwitwete Mutter von Philipp und Dina. Sie spielt eher eine Nebenrolle. Ihre Hauptaufgabe besteht darin, die Kinder vor neuen Abenteuern zu schützen. Im Laufe der Serie entwickelt sie ein freundschaftliches Verhältnis zu Bill und heiratet ihn später. Jack und Lucy behandelt und liebt sie ebenso wie ihre eigenen Kinder.

## Verfilmung und Vertonung

### Fernsehserie
In den Jahren 1995 bis 1996 entstand die britisch-neuseeländische Ko-Produktion Die Enid Blyton Abenteuer (Orig.: The Enid Blyton Adventure Series).

### Hörspiele
Die Serie und einzelne Folgen wurden von verschiedenen Hörspielverlagen vertont. So brachte Fontana zwischen 1966 und 1978 sechs Hörspiele heraus (nicht vertont wurde Das Tal der Abenteuer und Der Fluss der Abenteuer), eine Neuauflage erfolgte durch Philips (Sonic Series). Europa und Karussell brachten jeweils eine Serie mit allen acht Folgen der Romanserie heraus, wobei Karussell Originalhörspiele der TV-Verfilmungen veröffentlichte. Europa veröffentlicht seit 2010 diese Klassiker von Enid Blyton als MP3-Download.

#### Besetzung
Europa:
- Philipp Mannering: Simon Jäger (Folge 1–8)
- Dina Mannering: Sina Rauschenbach (Folge 1–8)
- Jack Trent: Jürgen Kluger (Folge 1–8)
- Lucy Trent: Caroline Ruprecht (Folge 1–8)
- Bill Cunningham: Rolf Jülich † (Folge 1–8)
- Kiki: ein Papagei
- Frau Mannering (später Cunningham): Marianne Kehlau † (Folge 7 & 8)
- Der Sprecher: Peter Weis

Darüber hinaus wirkten mit: Christian Rode, Rüdiger Schulzki, Lutz Mackensy, Utz Richter, Eckart Dux, Eric Vaessen, Günther Flesch, Jochen Sehrndt, Horst Stark, Annemarie Marks-Rocke, Peter Faerber, Edgar Bessen, Willem Fricke, Henry Kielmann, Ferdinand Dux, Andreas v.d. Meden, Carlo Beddies, Peter Lakenmacher, Oliver Rohrbeck, Jens Wawrczeck und Karl-Walter Diess.
Fontana:
- Philipp:  Karel Meirowitz
- Dina:  Sibylle Sannwald
- Lucy: Carola Bücklers
- Bill: Josef Dahmen

Karusell:
- Philip: Christian Stark
- Dina: Anja Maria Mahler
- Jack: Tobias Schmidt
- Lucy: Kaya Möller
- Cunningham: Eberhard Haar
- Allie Mannering: Monika Barth